# Industriarbejdermuseet i Sauda
Industriarbejdermuseet i Sauda er et norsk museum i Åbøbyen i Sauda. Museet har en møbleret fremstilling af hvordan en norsk industriarbejder levede i Sauda i årene 1920-1960, og hvordan det var at leve i Åbøbyen som var en fuldstændig bydel med butik, brandstation, sygehus, skole, idrætsanlæg og parker oprettet af Sauda Smelteværk for sine arbejdere.